# Tersilochus similis
Tersilochus similis là một loài tò vò trong họ Ichneumonidae.